# Phase 2
Lonny Wod, connu sous le nom de PHASE 2, né le 2 août 1955 dans le Bronx à New York et mort le 13 décembre 2019 à New York, est un des plus célèbres auteurs de graffitis new-yorkais et un des pionniers de la culture Hip-hop, à la fois comme peintre, comme musicien et comme danseur.

## Biographie
On lui attribue la paternité de plusieurs styles, tels que le style « bubble ». Il serait aussi un des principaux fondateurs de la conjonction entre rap, break dance, dee-jaying et graffiti, ce qui fait donc de lui un des inventeurs du hip-hop.
En 1982, PHASE 2 a sorti un single, The Roxy, produit par The Clash, Bill Laswell et Grandmixer DST. Consacré au célèbre club The Roxy, ce titre y sera un succès.
En 1984, il lance l'International Graffiti Times, qui est historiquement le premier fanzine consacré au graffiti.
Phase 2 comptait parmi les artistes représentés au musée du Graffiti de L'Aérosol à Paris de 2017 à 2018 pour l'exposition Maquis-art Hall of Fame organisé par Maquis-art.

## Liens
- Notices d'autorité :   - VIAF